# Matouš Jezbera

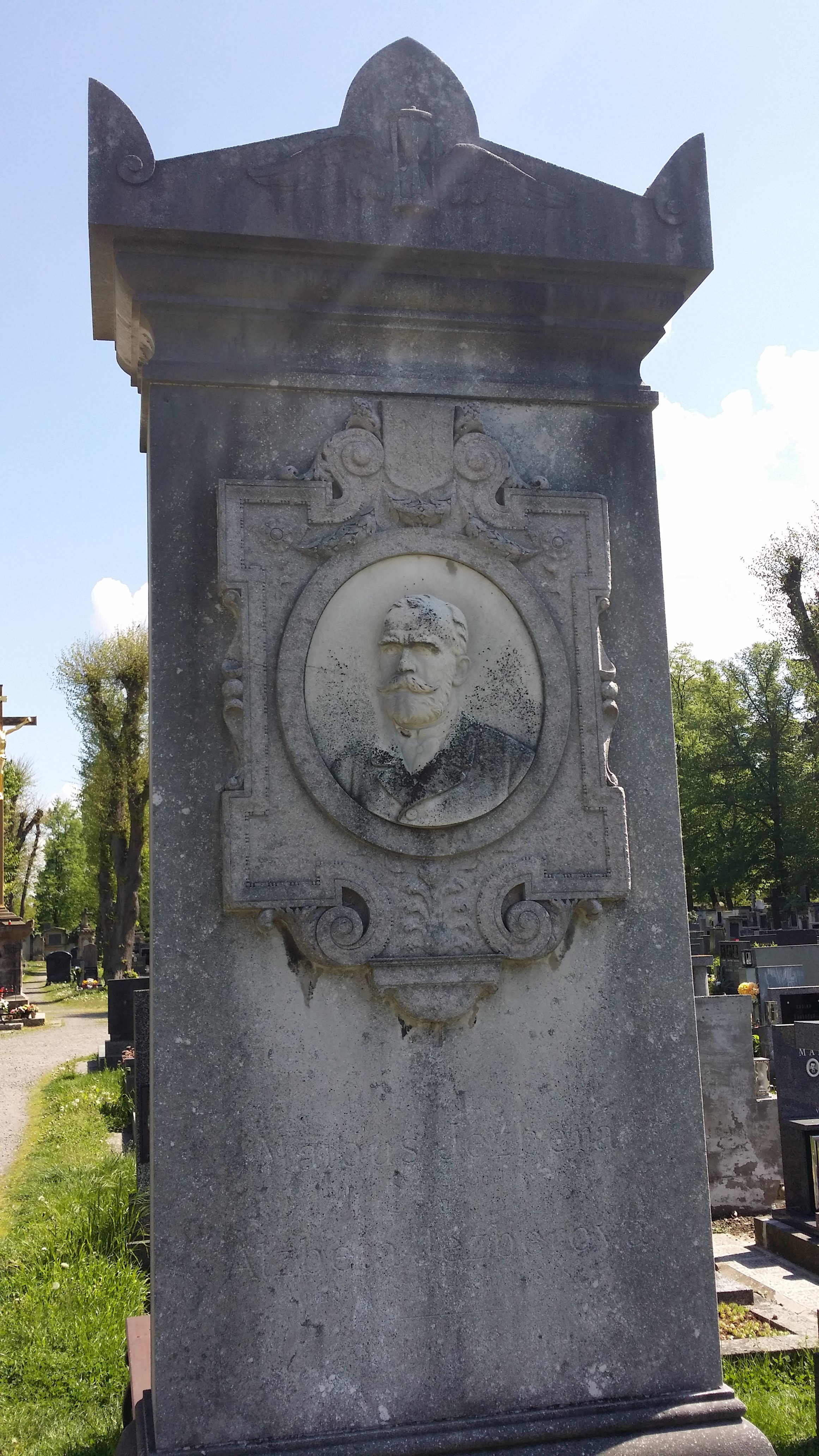
Hrob Matouše Jezbery v Pardubicích

Matouš Jezbera (5. dubna 1841 Bašnice u Hořic – 22. června 1893 Pardubice) byl český cukrovarník, uznávaný odborník a praktik. Během let 1863–1893 zastával postupně funkci ředitele několika cukrovarů ve východních Čechách. Podílel se na založení většiny cukrovarů ve východních Čechách z počátku 70. let. Byl druhým předsedou (1877–1893) a zachovatelem Spolku cukrovarníků východních Čech. Založil „Nadaci Matouše Jezbery“, kterou podporoval žáky, studenty a nemocné dělníky. Jezbera byl hrdý vlastenec, čestný, poctivý a mimořádně pracovitý člověk.

## Život a rodina
Matouš Jezbera se narodil v Bašnicích u Hořic. Jeho otcem byl Tobiáš Jezbera, jeho matkou byla Alžběta Jezberová, rozená Jarošová. Matouš měl 7 nevlastních sourozenců. Navštěvoval obecnou školu v Milovicích, nižší reálku v Liberci a poté vyšší reálku v Praze. Dál Jezbera absolvoval pražskou techniku a vstoupil do praxe v Sadovském cukrovaru.
Jeho nejbližší rodinu tvořili nevlastní sourozenci a jeho maminka Alžběta. Maminku měl velice rád, strávil s ní poslední roky jejího života a její smrt jej hluboce zasáhla. Vlastní potomky neměl, zemřel svobodný. Ve své závěti podělil rovnými díly rodiny všech svých nevlastních sourozenců.

## Dobročinnost a vlastenectví
Matouš Jezbera byl velmi vlastenecky založený. Byl přispívajícím členem Ratibora v Hořicích. Byl členem Umělecké besedy. Založil „Nadaci Matouše Jezbery“, která finančně podporovala žáky a studenty (chlapce i dívky), a také staré a nemocné dělníky. Do této nadace Jezbera vkládal své finanční prostředky a úředně zajistil její fungování i po své smrti. Přistoupil též ke spolku Wenzigovo nadání. Finančně podpořil také spolek Svatobor.

## Práce v cukrovarnictví
Největší lásku choval ke své práci, kterou bral jako své poslání. Cukrovarnictví zasvětil celý svůj život, zdraví i nemalé finanční prostředky. Jezberovi byl učitelem i přítelem Josef Pfleger. Jezbera se scházel s cukrovarnickými odborníky i hospodáři a společně se bavili, přednášeli a podporovali vlastenectví. Každou novinku v cukrovarnickém průmyslu se Jezbera snažil okamžitě uvést do praxe a vedl si o jejích kvalitách pečlivé záznamy. Nebyl autorem odborných článků, byl pečlivý a zapálený praktik. Nespisoval, ale konal svou práci a neznal odpočinku. Vysloužil si mimořádné zásluhy na poli cukrovarnictví, především pro region východních Čech. Většina cukrovarů z počátku 70. let ve východních Čechách vznikla s Jezberovým přičiněním, neboť sami zakladatelé cukrovarů žádali Jezberu o rady a pomoc při zakládání nových závodů.

### Působiště
1864–1867 praxe v sadovském cukrovaru – Zde získal základy svého obsáhlého odborného vzdělání, které nabyl díky své neúmorné, pedantské píli a také vytrvalostí ve službě.
1867–1869 adjunkt cukrovaru v Chrudimi

##### Ředitel cukrovarů
1869–1871 ředitel cukrovaru ve Vysokém Mýtě – Zde se zasloužil o zavedení tzv. Schulzovy metody studené difuze a také o její další rozšíření v praxi. Jezbera s touto metodou pracoval už v sezoně 1870/71. Tato novinka u nás byla dále hojně zaváděna a i díky českým cukrovarům se dále propracovávala.
1871–1873 první ředitel a spoluvlastník cukrovaru v Bašnicích – Jako uznávaný odborník byl Jezbera požádán, aby byl nápomocen při zakládání tohoto nového cukrovaru. Stal se zároveň prvním ředitelem a spolumajitelem, který dohlížel na rozjezd nového závodu. Jezbera byl jediný, kdo poukazoval na nekalé praktiky tehdejšího vedení. To se samo obohacovalo. Jezbera se snažil prosadit opatření, která by zabránila problémům a úpadku závodu. I přes veškeré snahy nebyl vyslyšen. Protože byl člověk poctivý a nemohl takové nekalosti snést, odešel v nejkratším možném termínu.
Protože v 70. letech se začaly prosazovat snahy o vymanění se ze závislosti na panských cukrovarech a produkce řepy i tržní cena cukru byla více než příznivá, začaly vznikat cukrovary ve velmi rychlém tempu. Během dvou let byl počet cukrovarů v Čechách více než dvojnásobný.
1873–1880 ředitel a spoluvlastník cukrovaru v Oboře – Jezbera v nedaleké Oboře zůstal 7 let. V roce 1873 cukrovarům existenci ztížil krach na vídeňské burze. Vysoký počet cukrovarů byl najednou spíše ke škodě. Jezbera povolání cukrovarnické neopustil a se všemi těžkostmi nastalé situace se jako ředitel vyrovnal. Stálo ho to však zdraví a část majetku. Neodborné vedení, nepečlivost při správě a hospodářská krize byly důvody krachů spousty cukrovarů. Starosti o další existenci průmyslu byly na místě. Během pobytu v Oboře se seznámil s Emanuelem Peroutkou, který později napsal Jezberův stručný životopis. Jezbera působil také ve správní radě v akciovém pivovaru a sladovně v Hořicích.              
1880–1893 ředitel cukrovaru v Pardubicích – V době Jezberova působení zde se projevila velká světová cukerní krize z nadvýroby. Pardubický cukrovar krizi pod jeho vedením ustál. V této době se Jezbera ještě nemalou měrou stihl věnovat předsednictví Spolku cukrovarníků východních Čech. Tyto aktivity opět více podlomily jeho zdraví a neméně zatěžovaly i jeho soukromý rozpočet. Jako jeden z mála stál také u zrodu parní cihelny s kruhovými pecemi v Dobré Vodě u Hořic. Jezberu stále více trápilo zdraví. Ani přes tyto problémy nepolevoval ve svém pracovním tempu. Smrt jej zastihla v plném pracovním nasazení.

## Spolek cukrovarníků východních Čech
Matouš Jezbera od roku 1877 až do své smrti zastává funkci předsedy Spolku cukrovarníků východních Čech. Pro spolek vyřizoval finanční záležitosti, staral se o jeho kontinuální chod i v dobách krize. Částí svého majetku ručil u bank, aby získal dostatek prostředků pro cukrovarnické odvětví a jeho rozvoj.
V zápisu ze schůze cukrovarníků východních Čech ze září 1893, konané v Pardubicích, je psáno, že Matouš Jezbera se zasloužil o cukrovarnictví a o spolek cukrovarníků východočeský tolik, že je třeba věnovat mu mimořádnou pozornost. Jezberovi byla na schůzi vzdána čest povstáním všech přítomných a dále se spolek radil, jak důstojným a trvalým způsobem uctít zásluhy a památku zemřelého předsedy. Všestranně uznané zásluhy Matouše Jezbery byly tak vynikajícího rázu, že pouhá zmínka nebyla dostatečná jako ocenění. Spolek cukrovarníků východních Čech Matouši Jezberovi děkuje za jeho vytrvalost při péči o spolek. Přiznává mu post „zachovatele“, jenž spolek provedl dobou krize. Čest jeho památce!

## Písemné prameny
- VILÍMEK, Josef R. Národní album. Sbírka podobizen a životopisů českých lidí prací a snahami vynikajících a zasloužilých. Praha, 1899.
- DIVIŠ, Jan Vincent. Cukrovarnictví, mezi 1891 a 1897. V Praze: I.L. Kober.
- JILEMNICKÝ, Alois. Sto bašnických kamaní. Nový Bydžov, 1971.
- FOUDOVÁ, Klára. Matouš Jezbera (5. 4. 1841 – 22. 6. 1893). Zprávy Klubu přátel Pardubicka. 2020, č.1–2.
- Kronika obce Bašnice
- Matriky a archiválie SOA Zámrsk
- Matriky a archiválie SOA Pardubice
- Matriky a archiválie SOA Jičín
- vydavatel GRÉGR, Julius. Národní listy.
  - Číslo ročníku: 10, číslo výtisku: 74, datum vydání: 16.3.1870
  - Číslo ročníku: 33, číslo výtisku: 250, datum vydání: 9.9.1893
  - Číslo ročníku: 34, číslo výtisku: 145, datum vydání: 28.5.1894